# Cser-Palkovics András
Cser-Palkovics András (becenevén Cserpa, Cserpal; Székesfehérvár, 1974. szeptember 25. –) magyar jogász, politikus, 2006-tól 2014-ig országgyűlési képviselő, 2010 óta Székesfehérvár polgármestere; 2023-tól az Óbudai Egyetemet fenntartó Rudolf Kalman Óbudai Egyetemért Alapítvány kuratóriumának elnöke, valamint 2024-től a Megyei Jogú Városok Szövetségének ügyvezető alelnöke.
Tősgyökeres fehérváriként nőtt fel, politikai karrierjét 1989-ben kezdte, a Fidesz első választási kampányában mint aktivista vett részt. A Pécsi Tudományegyetem jogi karának elvégzése után a Videotonban kezdett dolgozni mint jogi előadó. 1999-ben már a Fidesz megyei szervezetének elnökségi tagja, ugyanezen évben a Fejér megyei Fidelitas alapító elnöke lett, később a szervezet országos alelnökévé választották. 2002-től Székesfehérvár közgyűlésének tagja. A 2006-os országgyűlési választásokon területi listáról az Országgyűlésbe került, ezzel párhuzamosan a Fidesz országos szóvivő-helyettese. 2010-ben az országgyűlési választásokon újraválasztották, a helyhatósági választásokon elért győzelmével Székesfehérvár polgármestere.

## Gyermekkora, tanulmányai
Családja generációk óta Székesfehérvárhoz kötődik, felmenői között a legtöbben iparosok, jogászok voltak. Apja műszaki végzettséggel sokáig a régi Könnyűfémműben, anyja pedig Közúti Építőipari Vállaltnál dolgozott, ekkoriban a család a Vízivárosban élt. A Május 1. Általános Iskolában végezte alapfokú, a József Attila Gimnáziumban pedig középfokú tanulmányait. Gyerekkorában is egyértelmű volt történelem és irodalom iránti érdeklődése, szüleivel pedig rendszeresen jártak a város sportcsapatainak meccseire, sportok iránti szeretetét innen eredezteti. Tanárai között voltak olyan ismert pedagógusok, mint Gyóni András vagy Halmos István, akik nagy hatással voltak rá. Érettségi vizsgáját követően a Pécsi Tudományegyetem Jog- és Államtudományi Karára jelentkezett, amelynek elvégzése után Európai Szakjogászi képzettséget is szerzett. Már gyermekkorában rendszeresen sportolt, sokáig versenyszerűen teniszezett. Diplomája megszerzése után a Videoton Holding Zrt-nél helyezkedett el vállalati jogászként.

## Közéleti karrier
Fiatalon, már 15 évesen megnyilvánult közéleti érdeklődése. 1989-ben belépett a Fideszbe, az első szabad országgyűlési választási kampányban aktivistaként járta a várost, plakátokat ragasztva. Szülei hatására alakította ki elvét, miszerint a közéleti karriert biztos tanulmányi és tapasztalati háttér kell megelőzze, így csak az egyetemi tanulmányait követően lett a politikai élvonal szereplője, azután viszont gyorsan emelkedett a politikai ranglétrán. 1999-ben a Fidesz városi szervezetének elnökségébe választották, ugyanezen évben a Fejér megyei Fidelitas alapítójaként, majd első elnökeként vett részt a helyi politikában. Első választott tisztségét 2002-től töltötte be Székesfehérvár önkormányzatának közgyűlésében, képviselőként. A közgyűlésben csalódott, mert azt tapasztalta, hogy az országos politika törésvonalai felülírták a testület munkáját, és a megosztottság miatt a város érdekei szenvedtek csorbát. Innen eredeztethető az a későbbi tulajdonsága, hogy igyekszik az országos politikai konfliktusokat a város falain kívül tartani. A közgyűlésben aprólékosan felkészült vitázóként és progresszív-jobboldali politikusként lett ismert. 2005-ben a Fidelitas országos szervezetének alelnökévé választották, ebből az időszakban alakult ki a későbbi külügyminiszterrel, Szijjártó Péterrel való barátsága. 2006-ban a Fejér megyei területi listáról országgyűlési képviselői mandátumot szerzett, a parlamentben az Alkotmányügyi és Kulturális Bizottság tagja lett és a Fidesz frakcióvezető-helyettesévé választották. Országos figyelemre tett szert a Fidesz ellenzéki működése során, a párt szóvivő-helyetteseként. 2010-ben Székesfehérvár 1-es választókerületében indult az országgyűlési képviselői székért, melyet meg is nyert. Ugyanezen évben a helyhatósági választáson is győzni tudott, így 2010 szeptemberétől Székesfehérvár polgármestere lett. Négy éven át párhuzamosan látta el polgármesteri és képviselői feladatait, az Országgyűlésben különösen aktív képviselőként tartották számon, honatyai tevékenysége során összesen 181 felszólalást tett a parlamentben és 150 önálló indítvány kötődik nevéhez, társindítványozóként 355 javaslatot terjesztett a Ház elé. Szakterületei közé az alkotmányozás, a média és tömegkommunikáció valamint infrastrukturális kérdések tartoztak. A parlament 2013-ban megváltoztatta a polgármesterek jogállásáról szóló törvényt, így az országgyűlési képviselői és a polgármesteri tisztségek összeférhetetlenné váltak. Cser-Palkovics úgy döntött, hogy városát választja, így 2014-ben nem indult újra az országgyűlési helyért, a helyhatósági választásokon pedig nagy többséggel győzni tudott az év őszén, ezzel megkezdve második polgármesteri ciklusát.

## Polgármestersége

### Első polgármesteri ciklusa
2010-es választási kampányában a székesfehérvári önkormányzat gazdálkodási problémáira fókuszált, így ezek kezelése elsődleges volt október 4-i eskütételét követően. Az előző városvezetésektől több mint 18 milliárd forintos adósságállományt örökölt a Cser-Palkovics adminisztráció, a 2008-as világgazdasági válság érzékenyen érintette a főleg ipari termelésre épült várost. A költségvetési és gazdasági konszolidációt segítette, hogy a második Orbán-kormány átvállalta a magyar városok adósságának jelentős részét. Székesfehérvár költségvetés-arányosan 50%-os adósságállományát ezzel 2013-ra nulla forintra csökkentették, a kedvező gazdasági helyzet, összehangolva a szigorú állami és önkormányzati gazdálkodással pedig robbanásszerű növekedésnek indította a város gazdaságát: a 2014-re a városban 2% alá csökkent a munkanélküliség, míg a város 2018-ra megduplázta iparűzési-adóból befolyt bevételeit. A lendületben törést okozott a Philips fehérvári gyárának 2013-as bezárása, azonban a növekvő beruházási kedv gyorsan felszívta a felszabaduló munkaerőt.
A város közszolgáltatásai a 2010-ig tartó privatizációs hullám következtében fenntarthatatlan helyzetbe kerültek, a gázszolgáltatás és fűtésszolgáltatás akadozására többször volt példa. Ennek megoldására Székesfehérvár kormányzati segítséggel visszavásárolta a korábban magánkézbe adott szolgáltató cégeket és infrastruktúrát, többek között a város fűtőerőművét. Ezzel a megindulhatott a szolgáltatások stabilizálása, továbbá sikerült megfelelni az állam által előirányzott rezsicsökkentési törekvéseknek. 
A 2014-ig tartó ciklus egyik alapköve a „Nekem Fehérvár” elnevezésű várospolgári konzultáció volt, ennek tanulságai meghatározták a Cser-Palkovics vezette önkormányzat működését. Egy 2010-es megválasztása után adott interjúban a polgármester gazdaságélénkítés mellett a közösségépítésre helyezte a hangsúlyt, ennek jegyében meghirdette a nyitott városvezetés politikáját. Magyar közszereplők közül elsőként kialakította a közösségi médiában tartott fogadóórák rendszerét, továbbá könnyebben elérhetővé váltak a város működésére, gazdálkodására vonatkozó adatok. A város kulturális életének fellendítése érdekében 2013 augusztusától minden évben 10 napos fesztiválsorozatot rendez Székesfehérvár, „Székesfehérvári Királyi Napok” címmel.
A Cser-Palkovics városvezetés Székesfehérvár elavult infrastruktúrájának felújítására két programot hirdetett meg: az Ybl Program a közintézmények felújítását, a Saára Gyula program keretében út- és járdafelújításokat célozták meg. A sürgető, de rendkívül drága fejlesztések miatt Cser-Palkovics kiváló kormányzati kapcsolatait felhasználva majd’ 100 milliárd forintos támogatási csomagot harcolt ki a kormányzattól a ciklus alatt. Ennek részeként megépülhetett a 8-as út elkerülője, a Szent György Kórház fejlesztésének első üteme, felújításra került a fehérvári vasútállomás, illetve sikerült az Óbudai Egyetem mérnökképzéseit Székesfehérváron is elindítani az Alba Regia Műszaki Kar formájában.

### Második polgármesteri ciklusa
Cser-Palkovics a 2014-es helyhatósági választásokon öt évre nyerte el a polgármesteri széket. A város gazdasági mutatóinak javulása folytatódott, a 2010-es 11,2%-os munkanélküliség 2016-ra munkaerő-hiányba fordult. A bővülő forrásoknak köszönhetően a második Cser-Palkovics adminisztráció kiterjesztette a város belső fejlesztési programjait, újakat indítva a már meglévő projektek mellett. A Kégl Program keretében Székesfehérvár egészségügyi intézményeit kezdték fejleszteni, ütemezett felújításokkal modernizálva a városi szakrendelőket. Az Árpád-ház program a fehérvári Koronázó Bazilika területének megújítását, történelmi jelentőségéhez méltó újjáépítését tűzte ki célul. A ciklus legnagyobb beruházása a Sóstói Stadion felújításával párhuzamosan A Sóstói Tájvédelmi Körzet területét rehabilitációja volt, melyet 2018-ban adtak át. A környezetvédelem és a fenntartható fejlődés meghatározó elemei Cser-Palkovics politikájának, ez négy környezetvédelmi nagyberuházásban testesül meg Fehérvár területén. (Sóstói Tájvédelmi Körzet, Fehérvár Tüdeje Projekt, Aranybulla emlékmű park és Feketehegy-Szárazrét szabadidőközpontja). Emellett polgármesterként többször kifejezte elköteleződését a környezetbarát közlekedési megoldások mellett, így a KNYKK buszflottájának modernizációját is elektromos buszokkal képzeli el, valamint kiterjedt elektromos autótöltő rendszer telepítését kiviteleztette.
2016-ban támogatásával Fehérvárra érkezett a Corvinus Egyetem, új campust alapítva a városban. Cser-Palkovics többször hangoztatta, hogy a város előtt álló egyik legnagyobb kihívásként a robotika és a digitalizáció térnyerését tekinti, ennek megoldására alapította az Alba Innovár Digitális Tudásközpontot, ahol komplex képzéseket indítottak diákok és felnőttek számára.
Egyike azon polgármestereknek, akik erőteljesen szorgalmazzák az „okos” (smart-city) megoldások bevezetését, ennek tudható be, hogy Fehérvár élen jár szabadtéri Wi-Fi lefedettségben, ún. szolárfák  és intelligens parkolóhelyek telepítésében.
Székesfehérvár katonavárosi múltjára Cser-Palkovics többször reflektált, a Honvédelmi Minisztérium esetleges városba költözésére is nyitott volt alatta a városvezetés, ez azonban a Kormányzat döntése alapján nem valósult meg. 2018-ban újra felmerült a város honvédségi centrummá emelése, ezúttal a Kormány és az Országgyűlés kedvező döntést hozott, a Magyar Honvédség Parancsnoksága 2019. január 1-jén alakult meg Székesfehérvárott, kiegészítve egy új NATO dandár városba telepítésével. Cser-Palkovics polgármesterként rendszeres kapcsolatban áll a városi katonákkal, a külföldön szolgáló honvédeknél rendszeres látogatást szokott tenni. 2019 szeptemberében munkásságáért átvehette Az Év Polgármestere díjat. A 2019-es helyhatósági választásokon a szavazatok több mint 60%-át megszerezve harmadjára is Székesfehérvár polgármesterévé választották.

## Magánélete
Házas, felesége Bakos Edina történelem-földrajztudomány szakos tanár. Három gyermekük van, Zalán, Emma és  Ágoston. Családját távol tartja a közélettől, a legritkább esetben enged bepillantást az életükbe a közösségi médián keresztül. 
Elkötelezett sportrajongó, rendszeres látogatója a fehérvári sportcsapatok meccseinek. Gyerekkora óta lelkes Videoton-szurkoló, nem egyszer vendégül látta a csapatot a Városházán is. Ő maga is heti rendszerességgel sportol, általában reggelente. Szabadidejében olvasni és filmezni szeret, interjúiban többször említette a Háború és békét és a Volt egyszer egy Vadnyugatot mint kedvenc műveit. Közel áll hozzá a sci-fi, különösen Jules Verne regényei és a Csillagok háborúja franchise epizódjai. Előszeretettel hallgat magyar könnyűzenei műveket, minden évben ott van a Fehérvári Zenei Napokon, vagyis a FEZEN fesztiválon.

## Személyéhez fűződő viták
2011-ben keményen bírálta a szintén fideszes Tarlós Istvánt, Budapest főpolgármesterét. A szarkasztikus hangvételű nyílt levélben kritizálta a Budaörsi úton kialakult közlekedési káoszt, a budapesti városvezetés „fővárossovinizmusát”, továbbá közölte: „Ha Budapest nem akar, Székesfehérvár lehetne az új főváros.”
2011-ben az Egyenlítő blog azt írta, hogy a parlamentben költségtérítést - választókerületi pótlékot kapott, 224 ezer forintot. Azonban a fehérvári közgyűlési jegyzőkönyvek alapján polgármesterként is felvett költségtérítést, 192 ezer forintot. A székesfehérvári önkormányzat ezután nyilatkozatot adott ki: "Székesfehérvár polgármestere az elkövetett hibájáért vállalja a felelősséget és ezúton is elnézést kérve megköveti a választópolgárokat".
2012-ben az Országgyűlés teljes kormánypárti frakciójával együtt leszavazta az "Az állambiztonsági múlt átláthatóvá tételéről" című törvényjavaslatot, amely az ügynök akták megnyitása érdekében, az LMP-s Schiffer András által lett az országgyűlés elé terjesztve.
2014-ben az Index arról írt, hogy az akkori illetményalap szerint egyes polgármesterek maximális fizetése 579 750 forint lehetne, Cser-Palkovics András számára ennek ellenére 642 000 Ft-ot ítélt meg a város közgyűlése.
2018-ban a fehérvári közösségi médiában álhírek jelentek meg személyével kapcsolatban, amit nyilatkozatokban egyértelműen cáfolt. Két hónappal később a fehérvári ellenzék női képviselőit érte személyes támadás egy lokális érdekeltségű heccoldalon, amelyek ellen Cser-Palkovics videóüzenetben állt ki.
2019-ben kormánypárti politikustól szokatlanul agresszíven bírálta az építőipart a Modern Városok Programban tervezett beruházások túlárazása miatt, amivel szerinte ellehetetlenítik a beruházásokat.

## Külső hivatkozások
- Hivatalos honlapja

| Előző Viniczai Tibor | Székesfehérvár polgármestere 2010 – hivatalban | Következő hivatalban |